# Берлинер, Абрахам
Абрахам (Адольф) Берлинер (нем. Abraham Berliner; 1 мая 1833, Обжицко, Провинция Позен Пруссия (ныне Великопольское воеводство, Польши) — 21 апреля 1915, Берлин) — еврейский учёный, богослов и историк, профессор еврейской истории и литературы в раввинской семинарии в Берлине (с 1873). Доктор философии.

## Биография
Сын учителя. Учился в Лейпцигском университете. Стал доктором философии.
Был проповедником и учителем в Арнсвальде, с 1865 — инспектор религиозной школы, поддерживаемой обществом исследований талмуда (Ḥebrat Shas), по приглашению А. Гильдесхаймера, с 1873 года служил профессором в Берлинской раввинской семинарии.
В 1874 основал и до 1893 года был редактором журнала «Magazins für die Wissenschaft des Judentums».
Автор ряда изданий по истории еврейских первоисточников, немецких евреев и др. Его издание Раши с комментариями Пятикнижия (1866 г.) впервые сделало его известным как ученого; к укреплению своей репутации он добавил несколько различных исторических работ, результат его исследований в архивах и библиотеках Италии.
Его главный труд: «Geschichte der Juden in Rom, von der aeltesten Zeit bis zur Gegenwart» (Франкф.-на-Майне, 1893).

## Другие избранные сочинения
- «Aus dem inneren Leben der deutschen Juden im Mittelalter» (Берлин, 1871; 2-е изд., 1900);
- «Beiträge zur hebräischen Grammatik im Talmud und Midrasch» (1879);
- «Beiträge zur Geographie und Ethnographie Babyloniens im Talmud und Midrasch» (Берлин, 1884);
- «Aus den letzten Tagen des römischen Gheto» (1886);
- «Censur und Confiscation hebräischer Bücher im Kirchenstaate» (Франкфурт-на-Майне, 1891);
- «Geschichte der Juden in Rom» (1893);

## Источник
- Берлинер, Абраам // Энциклопедический словарь Брокгауза и Ефрона : в 86 т. (82 т. и 4 доп.). — СПб., 1890—1907.
- Berliner, Abraham (Adolf) Архивная копия от 2 июля 2016 на Wayback Machine (нем.)